# 경동동로
경동동로(京東東路)는 송나라가 설치한 로 중 하나로 지금의 산동성 동부해안지역을 관할했다. 7주 1군을 통치했으며 총 38현을 관할했다. 정강의 변으로 화북전역을 금나라에게 빼앗긴 이후 송나라에선 폐지되었고 금나라는 옛 경동동로가 있던 땅에 산동동로를 신설했다.

## 행정구역

### 청주(靑州)
북해군(北海郡)으로 불리며 진해군절도를 두었다. 962년(건륭 3년) 북해현을 군으로 격상시켰다. 994년(순화 5년), 군명을 지금의 이름으로 고쳤다. 1042년(경력 2년), 경동동로안무사(京東東路安撫使)를 두었다. 숭녕연간에 행해진 인구조사에 따르면 주에는 95,158호 162,837명의 주민들이 살았다고 한다. 6현을 두었다. 익도현에 치소를 두었다.
| 현명   | 한자   | 대략적 위치         |
| ------ | ------ | ------------------- |
| 익도현 | 益都縣 | 웨이팡 시 칭저우 시 |
| 수광현 | 壽光縣 | 웨이팡 시 서우광 시 |
| 임구현 | 臨朐縣 | 웨이팡 시 린추 현   |
| 박흥현 | 博興縣 | 빈저우 시 보싱 현   |
| 천승현 | 千乘縣 | 둥잉 시 광라오 현   |
| 임치현 | 臨淄縣 | 쯔보 시 린쯔 구     |

### 밀주(密州)
상급주로 본래 방어주였다. 960년(건륭 원년) 방어로 회복시켰다. 972년(개보 5년), 안화군절도(安化軍節度)를 두었으나 방어(防禦)로 격하시켰다. 973년에 절도로 복구시켰다. 숭녕연간에 행해진 인구조사에 따르면 주에는 144,567호 327,304명의 주민들이 살았다고 한다. 5현을 두었다.
| 현명   | 한자   | 대략적 위치          | 비고 |
| ------ | ------ | -------------------- | --- |
| 제성현 | 諸城縣 | 웨이팡 시 주청 시    | 밀주의 치소가 있었다.                                                                                      |
| 안구현 | 安丘縣 | 웨이팡 시 안추 시    | 후량에서 안구현으로 고쳤다가 후진에서 교서현(膠西縣)으로 고쳤다. 971년(개보 4년)에 지금의 이름으로 고쳤다. |
| 거현   | 莒縣   | 르자오 시 쥐 현      | |
| 고밀현 | 高密縣 | 웨이팡 시 가오미 시  | |
| 교서현 | 膠西縣 | 칭다오시 자오저우 시 | 1088년(원우 3년)에 판교진(板橋鎮)이던 것을 현으로 격상시켰다. 현령은 임해군사(臨海軍使)를 겸했다.          |

### 제남부(濟南府)
상급으로 제남군 흥덕군절도(興德軍節度)를 두었다. 본래 제주(齊州)였다. 1001년(함평 4년)에 임제현(臨濟縣)을 폐지했다. 1078년(원풍 원년)에 경동동로가 신설되면서 경동동로에 소속되었다. 1116년(정화 6년)에 부로 승격시켰다. 숭녕연간에 행해진 인구조사에 따르면 133,321호 214,067명의 주민들이 살고 있었다고 한다. 5현을 두었다.
| 현명   | 한자   | 대략적 위치          | 비고 |
| ------ | ------ | -------------------- | --- |
| 역성현 | 曆城縣 | 지난 시              | 제남부의 치소가 있었다.                                                                                           |
| 우성현 | 禹城縣 | 더저우 시 위청 시    | |
| 장구현 | 章丘縣 | 지난 시 장추 구 서북 | 1006년(경덕 3년), 장구현에 청평군(淸平軍)을 설치했다. 1069년(희녕 2년)군을 폐지하고 현치소에 군사(軍使)를 두었다. |
| 장청현 | 長淸縣 | 지난 시 창칭 구      | |
| 임읍현 | 臨邑縣 | 더저우 시 린이 현    | |

### 기주(沂州)
상급주로 낭야군이라 칭했으며 방어(防禦)가 있었다. 숭녕연간에 행해진 인구조사에 따르면 82,893호 165,230명의 주민들이 살았다고 한다. 5현을 두었으며 주 치소는 임기현에 두었다.
| 현명   | 한자   | 대략적 위치         |
| ------ | ------ | ------------------- |
| 임기현 | 臨沂縣 | 린이 시             |
| 승현   | 承縣   | 짜오좡 시 이청 구   |
| 기수현 | 沂水縣 | 린이 시 이수이 현   |
| 비현   | 費縣   | 린이 시 페이 현     |
| 신태현 | 新泰縣 | 타이안 시 신타이 시 |

### 등주(登州)
상급주로 동모군(東牟郡)방어를 두었다. 숭녕연간에 행해진 인구조사에 따르면 81,273호 173,484명의 주민들이 살았다고 한다. 4현을 두었다. 봉래현에 치소를 두었다.
| 현명   | 한자   | 대략적위치          |
| ------ | ------ | ------------------- |
| 봉래현 | 蓬萊縣 | 옌타이 시 펑라이 시 |
| 문등현 | 文登縣 | 웨이하이 시 원덩 구 |
| 황현   | 黃縣   | 옌타이 시 룽커우 시 |
| 모평현 | 牟平縣 | 옌타이 시 무핑 구   |

### 래주(萊州)
중급주로 동래군 방어를 두었다. 숭녕연간에 행해진 인구조사에 따르면 97,427호 198,908명의 주민들이 살았다고 한다. 4현을 두었다. 액현에 치소를 두었다.
| 현명   | 한자   | 대략적 위치           |
| ------ | ------ | --------------------- |
| 액현   | 掖縣   | 옌타이 시 라이저우 시 |
| 래양현 | 萊陽縣 | 옌타이 시 라이양 시   |
| 교수현 | 膠水縣 | 칭다오 시 핑두 시     |
| 즉묵현 | 即墨縣 | 칭다오 시 지모 시     |

### 유주(濰州)
상급주로 단련(團練)을 두었다. 962년에 청주 북해현을 북해군으로 칭하고 창읍현을 북해군에 소속시켰다. 965년(건덕 3년)에 주를 설치하고 창락현(昌樂縣)을 신설했다. 숭녕연간에 행해진 인구조사에 따르면 44,677호 199,549명의 주민이 살았다고 한다. 3현이 공개되었다.
| 현명   | 한자   | 대략적 위치       | 비고 |
| ------ | ------ | ----------------- | --- |
| 북해현 | 北海縣 | 웨이팡 시         | |
| 창읍현 | 昌邑縣 | 웨이팡 시 창이 시 | 수나라 도창현(都昌縣)이었다가 후에 폐지했다. 962년에 복구했다.                                                |
| 창락현 | 昌樂縣 | 웨이팡 시 창러 현 | 당나라 영구현(營丘縣)이었는데 후에 폐지했다. 건덕연간에 안인현(安仁縣)으로 복구했다가 지금의 이름으로 고쳤다. |

### 치주(淄州)
상급주로 치천군(淄川郡) 군사를 두었다. 숭녕연간에 행해진 인구조사에 따르면 61,152호 98,610명의 주민들이 살았다고 한다. 4현을 두었다.
| 현명   | 한자   | 대략적 위치                            | 비고 |
| ------ | ------ | -------------------------------------- | --- |
| 치천현 | 淄川縣 | 쯔보 시 남                             | |
| 장산현 | 長山縣 | 빈저우 시 쩌우핑 현 동남               | |
| 추평현 | 鄒平縣 | 빈저우 시 쩌우핑 현 동북               | 폐지된 제양현(濟陽縣)의 치소를 이곳으로 옮겼다.                                                                      |
| 고원현 | 高苑縣 | 빈저우 시 쩌우핑 현 원성주지(苑城驻地) | 1006년(경덕 3년) 의화군(宜化軍)을 두었다가 1070년(희녕 3년)에 폐하고 치주에 속현으로 격하했다. 군사의 치소를 두었다. |

### 회양군(淮陽軍)
하급주와 동급이다. 982년(태평흥국 7년), 서주 하비현(下邳縣)에 군을 두고 경동동로에 예속시켰다. 숭녕연간에 행해진 인구조사에 따르면 76,887호 154,130명의 주민들이 살았다고 한다. 2현을 두었다.
| 현명   | 한자   | 대략적 위치         |
| ------ | ------ | ------------------- |
| 하비현 | 下邳縣 | 쉬저우 시 피저우 시 |
| 숙천현 | 宿遷縣 | 쑤첸 시             |